# カリスマ・カーペンター
カリスマ・カーペンター（Charisma Carpenter、1970年7月23日 -）は、アメリカ合衆国の女優。『バフィー 〜恋する十字架〜』と『エンジェル』の出演で知られる。

## 略歴
1970年、ラスベガスで生まれる。父親はドイツおよびフランス系、母親はチェロキーとスペイン系。
9歳から地元のダンスグループに参加。地元のビショップ・ゴーマン高校に通うが、メキシコやサンディエゴなどでも暮らす。サンディエゴの学校を卒業後にヨーロッパを旅した後、サンディエゴに戻ってビデオ屋の店員など様々な仕事に就く。1991年はサンディエゴ・チャージャーズのチアリーダーだった。
1992年にロサンゼルスに移り、そこでコマーシャル・エージェントに見出され、多くのコマーシャルに出演。1994年、テレビシリーズ『ベイウォッチ』に出演して女優としてデビューした。その後、『バフィー 〜恋する十字架〜』や『ヴェロニカ・マーズ』など、人気シリーズに出演している。
2004年にはプレイ・ボーイ誌にも登場している。

## 出演作

### テレビシリーズ
| 放映年    | 邦題 原題                                           | 役名                                                  | 備考                                         |
| --------- | --------------------------------------------------- | ----------------------------------------------------- | -------------------------------------------- |
| 1994      | ベイウォッチ Baywatch                               | ウェンディ・サンダース                                | 1エピソード                                  |
| 1995      | ボーイ・ミーツ・ワールド Boy Meets World            | 仕出し屋                                              | 1エピソード                                  |
| 1996      | マリブ海岸物語 Malibu Shores                        | アシュリー・グリーン                                  | 10エピソード                                 |
| 1996-1999 | バフィー 〜恋する十字架〜 Buffy the Vampire Slayer  | コーディリア・チェイス                                | シーズン1からシーズン3まで57エピソードに出演 |
| 1999-2004 | エンジェル Angel                                    | コーディリア・チェイス                                | 90エピソード                                 |
| 2001      | ストレンジ・ストーリー Strange Frequency            | ジュールス                                            | 1エピソード                                  |
| 2003      | miss match ミス・マッチ Miss Match                  | セレナ                                                | 4エピソード                                  |
| 2004      | LAX                                                 | ジュリアン                                            | 1エピソード                                  |
| 2004      | チャームド Charmed                                  | 預言者／キラ                                          | 3エピソード                                  |
| 2005-2006 | ヴェロニカ・マーズ Veronica Mars                    | ケンドール・カサブランカス                            | 11エピソード                                 |
| 2007-2011 | GREEK ～ときめき★キャンパスライフ Greek             | ティーガン                                            | 4エピソード                                  |
| 2009      | CSI:科学捜査班 CSI: Crime Scene Investigation       | ミンク                                                | エピソード                                   |
| 2009      | レジェンド・オブ・ザ・シーカー Legend of the Seeker | トリアナ                                              | 1エピソード                                  |
| 2011      | バーン・ノーティス 元スパイの逆襲 Burn Notice       | ニッキー・スカイラー                                  | 1エピソード                                  |
| 2011      | スーパーナチュラル Supernatural                     | マギー・スターク                                      | 1エピソード                                  |
| 2012-2013 | The Lying Game                                      | アン・レベッカ・スウェル/レベッカ・スウェル・レイバク | 20エピソード                                 |

### 映画
| 公開年 | 邦題 原題                             | 役名             | 備考       |
| ------ | ------------------------------------- | ---------------- | ---------- |
| 2006   | デスクロウ Voodoo Moon                | ヘザー           | テレビ映画 |
| 2010   | エクスペンダブルズ The Expendables    | レイス           |            |
| 2011   | 逃げる女 Obsession                    | ソニア・パストン | テレビ映画 |
| 2012   | エクスペンダブルズ2 The Expendables 2 | レイス           |            |
| 2012   | ホーンテッド・スクール Haunted High   | 図書館職員       | テレビ映画 |

## 参照
1. ↑  Charisma Carpenter
2. 1 2 3  “Charisma Carpenter – Overview – MSN Movies”.   Movies.msn.com (1970年7月23日). 2010年10月20日閲覧。
3. 1 2  “Earth Angel”, Playboy, (June 2004)
4. ↑  Hernandez, Lee (2010年4月26日). “15 TV Stars You Never Knew Were Latino”.   Latina. 2012年6月29日閲覧。
5. ↑  “Charisma Carpenter - Biography”.   Imdb.com. 2008年12月28日閲覧。
6. ↑  “Charisma Carpenter Biography, Bio, Profile, pictures, photos from Netglimse.com”.   Netglimse.com. 2008年12月28日閲覧。
7. ↑  http://www.tnt.tv/stories/story/?oid=4950
8. ↑  "http://www.superiorpics.com/charisma_carpenter/